# International Tennis Championships 1993
L'International Tennis Championships 1993 è stato un torneo di tennis giocato sulla Terra Har-Tru È stata la 1ª edizione dell'International Tennis Championships, che fa parte della categoria ATP World Series nell'ambito dell'ATP Tour 1993. Si è giocato a Coral Springs in Florida, dal 10 maggio al 17 maggio 1993.

## Campioni

### Singolare
Todd Martin ha battuto in finale  Jonathan Stark con il punteggio di 6–3, 6–4

### Doppio
Patrick McEnroe /  Jonathan Stark hanno battuto in finale  Paul Annacone /  Doug Flach con il punteggio di 6–4, 6–3